# چرل خسال
چرل خسال (انگلیسی: Cherelle Khassal؛ زادهٔ ۹ ژانویهٔ ۱۹۹۱) بازیکن فوتبال اهل جمهوری ایرلند است.

وی همچنین در تیم ملی فوتبال زنان جمهوری ایرلند بازی کرده‌است.